# Anna Dello Russo

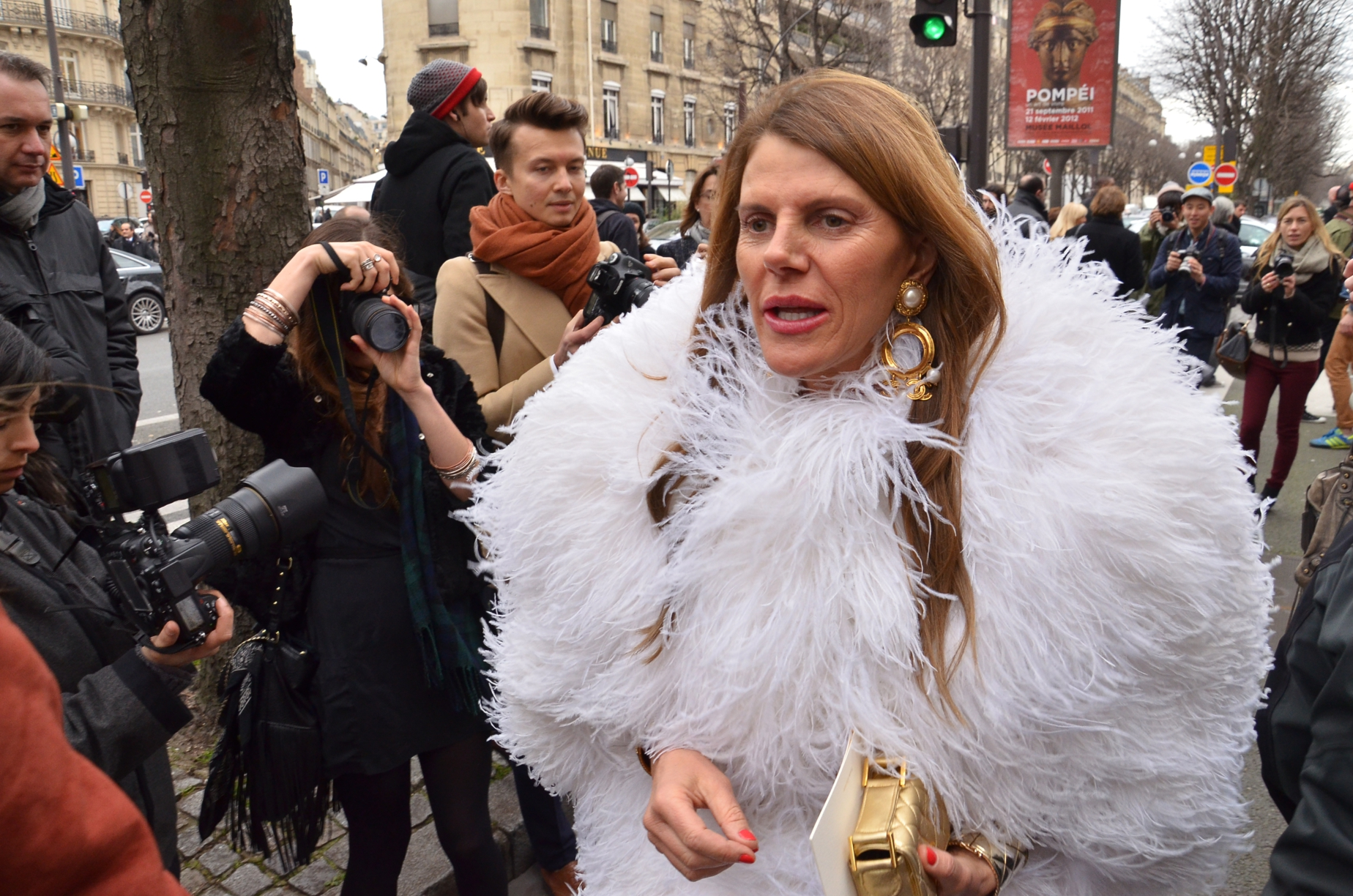
Anna Dello Russo (gener 2012).

Anna Dello Russo (Bari (Pulla), 16 d'abril de 1962) és una periodista italiana, actual editora de l'edició japonesa de la revista Vogue.

## Biografia
Anna va néixer a Bari, el 16 d'abril de 1962. Va cursar la seva llicenciatura en Historia de l'art a la Universitat de Bari. També va assistir a l'Acadèia Domus de Milà. Dello Russo s'ofereix sovint en blocs de street style populars The Sartorialist i Jak & Jill. Actualment, Anna Dello Russo és l'editora i consultora creativa de Vogue Japó. També protagonitza el seu blog anomenat AdR on exposa diferents fotografies del món de la moda emmarcades amb un estil rococó. Així mateix, és adorada per blocaires i fashonistes de tot el món. Per a ella la moda és semiòtica (quelcom més) i la seva missió és ser-li una bona guardiana.
Sempre va estar interessada en la moda. Estava obsessionada per ella. El primer record de Dello Russo en la moda és als 12 anys, quan el seu pare li va preguntar què volia i li va contestar: una bossa de Fendi. Un cop a la botiga, també desitjava un abric de Fendi, un paraigües, una bossa, una cartera i un clauer. Ell va dir: "Per què vols un paraigua? No plou aquí a Bari! "Li va contestar: " Pare, que és part de la imatge!".
Va començar a guanyar un perfil públic l'any 2006, mitjançant Sartorialist.com on Schulman va fer una característica regular de Dello Russo i el seu estil extravagant. Dello Russo i el seu estil extravagant fa que aparegui a les setmanes de la moda més famoses amb molts dels looks atrevits de dissenyadors de renom.

## Carrera professional
Va passar 18 anys a Condé Nast com a editora de moda de Vogue Italia al costat de la famosa Franca Sozzaniva treballar amb fotògrafs com Helmut Newton, Michel Comte i Walter Chin. Més tard es va convertir amb la redactora de l'Uomo Vogue, un pas intermitg que va ocupar entre l'any 2000 a 2006. Posteriorment va ocupar el càrrec de consultora creativa a Vogue Nippon. Els seus assistents actuals són Virginia Cuscito i Carlotta Oddi. El seu currículum està a l'altura de les més grans com Anna Wintour. Actualment regeix a Vogue Japan com a editora però sense moure's de Milà.
Segons l'entrevista que va fer l'Octubre de 2011 l'empresa Symphony de Dubai, per a Anna Dello Russo el major canvi positiu en la moda de les dues últimes dècades és la revolució web. Ella mateixa va ser testimoni que les empreses de moda comencessin a utilitzar aquest mitjà de forma molt sòlida i corporativa. A més, recorda que quan era editora a l'Uomo Vogue i en Condé Nast, tot el referent a una web era molt confús, ja que no sabien com manejar els nous mitjans de comunicació.
Ella és una col·leccionista de moda i joieria i es defineix com una fashionista apassionada. Com Helmut Newton la descriu, és una "maniàtica de la moda". També és una gran creadora de tendències que manté un segon apartament a conjunt amb el seu a Milá, és tot un vestidor que sempre està a una temperatura de 15°C, per a conservar les peces més delicades del seu armari en perfecte estat. Es defineix a twitter com una ‘'Fashionista apassionada. El seu estil es caracteritza per l'atreviment, l'avantguarda i l'exentrisme. Dins els seus outfits es troben talons interminables, tocats enormes, vestits suntuosos I combinacions explosives. Un estil difícilment imitable.
També diu que juntament amb aquesta explosió web començava el fenomen bloc. Així, de la mà dels blocaires com Scott Schuman de The Startorialist o Tommy Ton de Jak & Jil, és com comença a construir la seva imatge com a figura mediàtica i un nou tipus d'Editora de Moda mai abans conegut. Ella mateixa comenta ells (els blocaires) em van fer, em van crear una nova carrera. Per arribar alt assegura que s'ha de treballar intensament i sobretot no cometre l'error d'usar només la visibilitat, ja que no és suficient (una altra cosa negativa que tenen les webs, assegura).
Molts dels grans dissenyadors confien en ella per a presentar una col·lecció al carrer, només vista en les passarel·les. Les seves aparicions en les semanes de la moda no deixen indiferent a ningú; pero ella fa de l'exagerat una tendencia que mou masses. ‘'L'Excés és sinónim d'èxit deia en una entrevista. ‘'La realitat és ja massa descarnada. ‘'El més humà és ser positiu i la moda sens dubte, la major via d'escapar.

## Indústria de la moda
Els grans projectes l'atrauen molt perquè comporten viatjar, ja que des del seu punt de vista és una bona manera d'explorar, de veure dones de diferents cultures i així entendre diferents maneres en que altres interpreten la moda. També s'interessa molt pel món del comerç. En un futur voldria fer un projecte de marketing, explorar la idea de mercat.
L'editora no només es va conformar a tenir més de 40.000 parells de sabates sinó que va sorprendre amb el llançament del seu perfum, anomenat, Beyond. Sis anys després, la famosa editora va fer una col·lecció càpsula en col·laboració amb H&M la que va resultar ser tot un huracà imparable.

### Beyond
S'anunciava el llançament del seu propi perfum el Nadal del 2010. Ella, creia que havia arribat l'hora de provar el món dels perfums. La fragància s'anomenà Beyond (més enllà), la seva composició va ser creada pels perfumistes de Fiemenich i inspirada en les aromes de la seva infantesa a Puglia, al sud d'Itàlia. La fragància conté notes de vainilla i ametlla, una reminiscència de galetes fresques d'hivern. L'envàs que la conté, és un pot luxós en forma de sabata de taló de color d'or, que recorda el conte de fades de la Ventafocs.
Tot el concepte d'aquesta creació girava l'estat d'ànim entorn dia de festa. L'ampolla, signat per Federico Giuliano, és multipràctica, ja que està dissenyada com una petita cartera de mà que pot servir alhora com un adorn per a un arbre de Nadal. L'olfacte que hi ha darrere d'aquesta fragància és Adlen moumene.
Per a la presentació del perfum, es va filmar una escena on Kanye West va prestar la banda sonora (Fugitiu), i amb vestits dels dissenyadors Peter Dundas i Roberto Cavalli. Un film Dirigit per Sinisha Nisevic. Produït per Sun Factory Mitjana.

### Col·laboració amb H&M
Dello Russo va col·laborar amb a firma sueca H&M. Va crear una col·lecció d'accessoris que va sortir a la venda el 4 d'octubre de 2012 coincidint amb la Semana de la Moda. A la col·laboració s'inclouen ulleres de sol, sabates, bosses de mà i maletes. Una línia de productes que denota el gust especial que té l'editora per a l'ornamentació, ja que ella ”volia dissenyar uns accessoris extraordinaris, impossibles de trobar”.
Per a presentar aquests dissenys, es va celebrar a París una festa inspirada a la pel·lícula Moulin Rouge on van assistir personatges famosos de la moda. A més a més, va protagonitzar un videolip dirigit pel director Alex Turvey, amb l'estilista George Cortina, el perruquer Garren De Fazio, el make de Charlotte Tilbury i l'escenógraf Shona Tilbury. El videoclip el van filmar a Londres i presenta un escenari a l'estil rococó amb els colors daurats i blaus com a protagonistes. Al videoclip titulat fashion shower, apareix ella dient que fashion és el seu alfabet, que ella és la guardiana del món fashionista on tothom necessita una Fashion Shower. En ell, cita mitjançant una melodia, un llistat de deu lliçons que per a ella són importants a la moda:
Lliçó 1: La moda és una declaració de la pròpia llibertat
Lliçó 2: Entre l'estil i la moda? Absolutament de moda!
Lliçó 3: La moda és sempre incòmode, si et sens còmode mai aconseguiràs el look.
Lliçó 4: Fabulous a totes les edats.
Lliçó 5: L'ús de roba de dormir durant el dia és inesperat.
Lliçó 6: Algú porta el mateix vestit?¡Fantàstic! Això vol dir que has elegir bé!
Lliçó 7: Vostè ha de fer servir vestit d'una vegada!
Lliçó 8: Utilitzar una bata com un vestit!
Lliçó 9: No importa la mida del cos, la moda ho afalaga tot
Lliçó 10: joies de moda que personalitzin el teu estil.
Aquesta limitada col·lecció d'accessoris d'edició H & M va esser molt exclusiva i només es trobava disponible en 140 botigues al món, en comparació amb Versace per a H&M, que estava disponible en prop de 300 botigues a tot el món. ADR per H&M tan sols estava disponible en 5 ciutats dels Estats Units com Chicago, Dallas, Los Angeles, San Francisco, la ciutat de Nova York.

## Adaptacions al cinema
Back Damon for Armani és un curtmetratge de Giorgio Armani on Dello Russo es va enfrontar davant la càmera. Protagonitzada per la supermodel Karolina Kurkova i dissenyat per ADR, 'Back damons' és una barreja heterogènia de joies i vestits brillants amb la combinació del glamour de Dello Russo. Dues dones guapes i elegants van esser les encarregades de presentar la col·lecció més sofisticada de Giorgio Armani. Ho van fer a través d'aquesta pel·lícula dirigida per Marco Braga. L'editora de Vogue Japó s'encarregava dels estilismes i Kurkova de lluir-los. La famosa editora, apareixia en dos plans, creuant-se amb la top txeca.
El dissenyador italià delectava en la seva col·lecció Tardor -Hivern 2011/2012 amb la línia Boudoir en la qual es podia trobar meravelloses creacions, moltes d'elles només aptes per catifa vermelles. Els vestits negres i platejats són les estrelles d'aquest vídeo, juntament amb espectaculars joies i complements. Les protagonistes es troben en un preciós palau, gaudint d'unes copes amb amics, on no falten els moments sensuals. El lloc i l'entorn requereixen enfundar en aquests fantàstics models, només aptes per a una targeta de crèdit d'or.

## Vida Personal
Actualment viu en la companyia del seu gos Cucciolina. Les seves aficions preferides són el ioga i la natació. Les practica tots els dies, els quals l'ajuden a desconnectar i a no preocupar-se en el qual la gent pugui arribar a pensar d'ella. Als 33 anys es va casar amb un fotògraf que havia conegut. Però després de sis mesos de matrimoni, es van divorciar. Creu estar obsessionada amb la gent. La seva feina és la seva vida i ha passat tota la seva energia en ella.
En l'edició de Vogue de febrer del 2006, un reportatge començava amb el títol;  Ella és el look, on es delectava amb un article que deia;  No és una Top Model, ni una estrella de Hollywood; la dona amb més etil del món es diu Anna Dello Russo. És una dona elegant però sense abús del classicisme, és arriscada amb tots els seus looks amb els que llueix les tendències sense caure en la vulgaritat de ser una victima de la moda.
Li agrada que gent jove estigui envoltant el món de la moda, ja que és important per mantenir la mirada sempre fresca. És per això que li encanta la seva feina, per veure belles generacions i poder compartir el seu temps amb ells. Segons Dello Russo, la moda no és per a tots, perquè moltes persones se senten atretes per ella, però no molts realment poden entrar i brillar-hi. La moda és una musa, ha seduir. Creu que actualment aquest àmbit ha d'anar més lent per tornar a trobar noves regles.
Encara que sigui ella la musa de grans dissenyadors, ella mateixa també té la seva pròpia musa; Carine Roitfeld. Sempre l'observa com a exemple de feminitat, atractiu i força. Aprèn molt d'ella per la capacitat que té en donar empenta a la feina.